# Kristina Stigsdotter Hvide
Kristina Stigsdotter Hvide (švédsky: Kristina Stigsdotter, dánsky: Kristina Stigsdatter; asi 1145–1200) byla švédská královna, manželka Karla VII. a matka Sverkera II.

## Život
Kristina byla dcerou dánského šlechtice Stiga Tokesena († 1150) z rodu Hvide ze Skåne (tehdy dánské privincie) a Markéty Dánské, dcery dánského prince Knuta Lavarda.
Za krále Karla VII. se provdala v roce 1163 nebo 1164. Ve Skåne ji pozdravil švédský jarl Guttorm a cestoval s ní dále do Švédska, ale k této ceremonii mohlo dojít až po inauguraci nového arcibiskupa z Uppsaly v roce 1164. Jediným historicky prokazatelným potomkem Karla a Kristiny byl Sverker II., švédský král v letech 1195 až 1208. Karel VII. byl zavražděn v roce 1167, Kristina se synem utekla do Dánska.
Data jejího narození a úmrtí nejsou známá, ale odhadují se zhruba na roky 1145 a 1200.